# 24152 Рамасеш
24152 Рамасеш (24152 Ramasesh) — астероїд головного поясу, відкритий 15 листопада 1999 року.
Тіссеранів параметр щодо Юпітера — 3,322.